# 17Y busz (Budapest)
A budapesti 17Y jelzésű autóbusz a Pataky István tér és az Új köztemető között közlekedett. A vonalat a Budapesti Közlekedési Vállalat üzemeltette.

## Története
1961. június 19-én átnevezték a január 5-én indított 17C buszt 17Y-ra, követve az új számozási rendszert. A busz a Pataky István tér és az Új köztemető között, csak munkanapokon csúcsidőben járt. 1976. december 31-én megszűnt, helyét Kőbányán a 17-es busz, az Újhegyi úton a 68-as busz vette át.

## Útvonala
| Új köztemető felé | Pataky István tér felé |
| --- | --- |
| Pataky István tér vá. – Halom utca – Kápolna utca – Kápolna tér – Ihász utca – Gergely utca – Kada utca – Gyömrői út – Újhegyi út – Új köztemető vá. | Új köztemető vá. – Újhegyi út – Gyömrői út – Kada utca – Gergely utca – Ihász utca – Kápolna tér – Kápolna utca – Halom utca – Pataky István tér vá. |

## Megállóhelyei
| 0  | Pataky István tér végállomás        | 16 | 13, 28 9, 17, 32, 61, 62, 62A, 62Y, 85Y, 109, 132, 132Y, 162 |
| 1  | Kápolna utca (↓) Kápolna tér (↑)    | 15 | 36 17, 95                                                    |
| 2  | Gergely utca (↓) Ihász utca (↑)     | 14 | 17                                                           |
| 3  | Kőér utca                           | 13 | 17                                                           |
| 4  | Szlávy utca                         | 12 | 17                                                           |
| 5  | Kada utca (↓) Gergely utca (↑)      | 11 | 17                                                           |
| 6  | Gyömrői út (↓) Kada utca (↑)        | 10 | 17, 17A                                                      |
| 7  | Magnezit Művek                      | 9  | 17, 17A                                                      |
| 8  | Vasgyár utca                        | 8  | 17, 17A, 68, 68A, 117                                        |
| 9  | Sibrik Miklós út (↓) Textilgyár (↑) | 7  | 17, 68, 68A, 117                                             |
| 11 | Újhegyi út (↓) Gyömrői út (↑)       | 5  | 17, 68, 68A, 80, 117                                         |
| 12 | Bányató utca                        | 4  | 68, 68A                                                      |
| 14 | Harmat utca                         | 2  | 68, 68A                                                      |
| 15 | Maglódi út                          | 1  | 68, 68A                                                      |
| 16 | Új köztemető végállomás             | 0  | 68, 68A, 95 28, 37                                           |